# Hub (aeroport)
Un hub aeroportuar sau aeroport hub (sau simplu hub) este un aeroport utilizat de o companie aeriană ca un punct central prin care pasagerii pot conecta zborurile între diferite destinații. De obicei, aceste aeroporturi sunt administrate de companii aeriene majore, care își desfășoară o parte semnificativă a operațiunilor prin intermediul lor.

## Tipuri de hub-uri

### Hub-uri internaționale

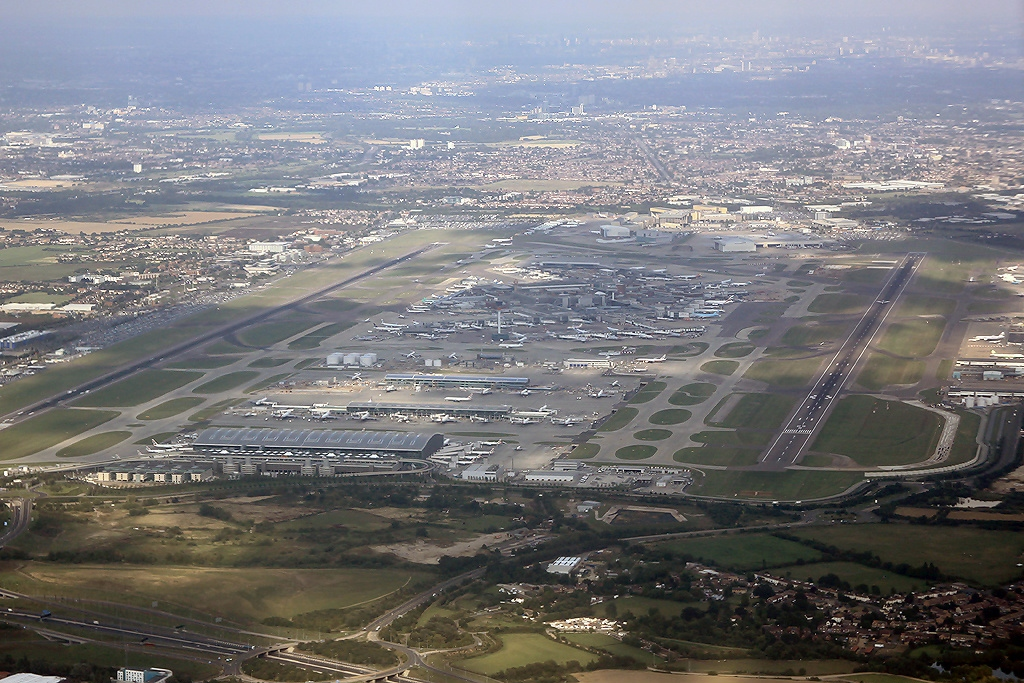
Aeroportul Internațional Heathrow din aer

Acestea sunt aeroporturi majore care servesc ca puncte de transfer pentru zborurile internaționale. Exemple:
- Aeroportul Internațional Heathrow (Londra, Regatul Unit)
- Aeroportul Internațional Dubai (Dubai, Emiratele Arabe Unite)
- Aeroportul Internațional Frankfurt Main (Frankfurt, Germania)

### Hub-uri regionale

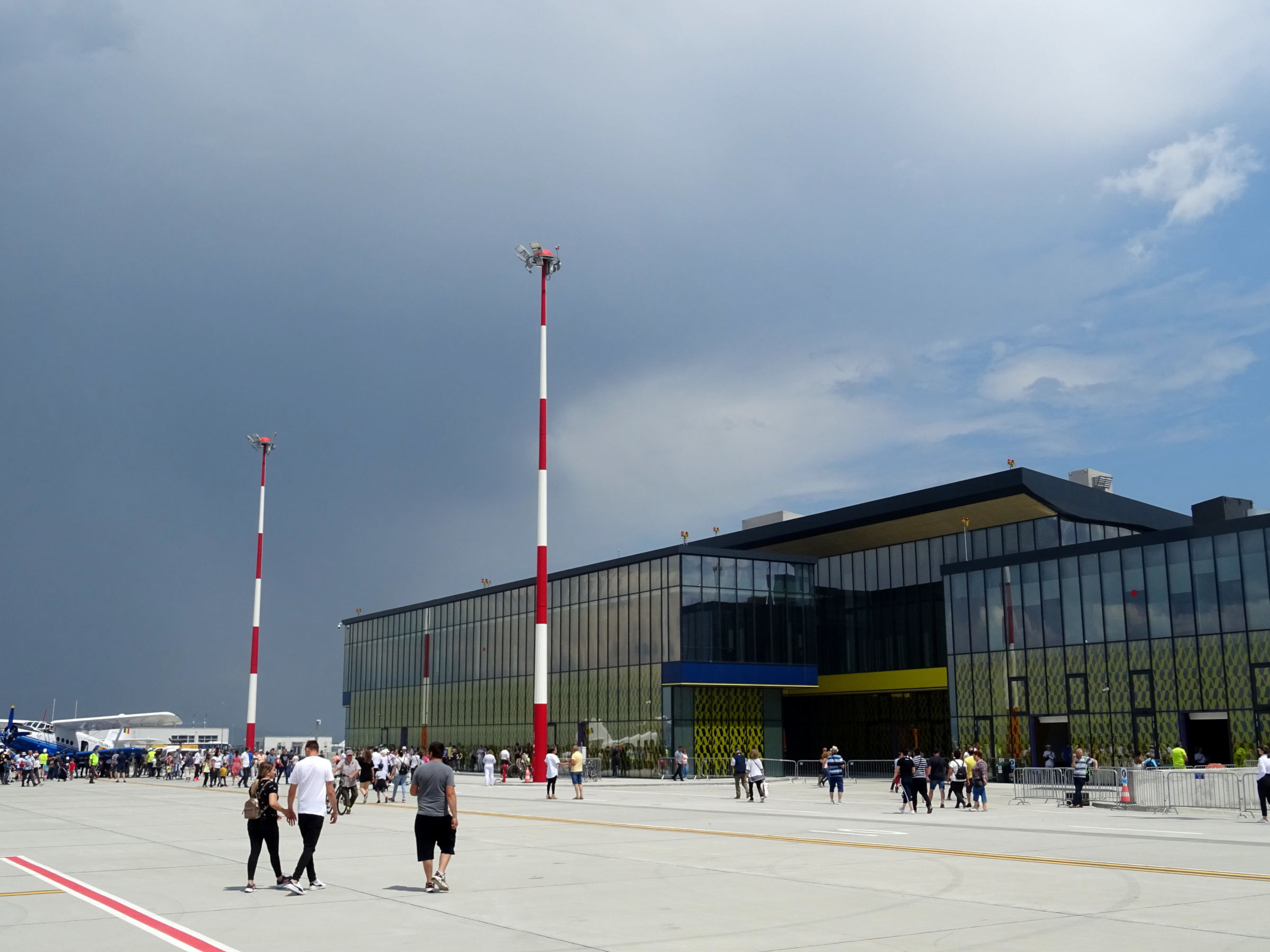
Aeroportul Brașov

Hub-urile regionale deservesc zone geografice mai mici, conectându-le la hub-urile internaționale sau alte destinații regionale. Exemple:
- Aeroportul Internațional Charlotte Douglas (SUA)
- Aeroportul Internațional Singapore Changi (Singapore, pentru Asia de Sud-Est)
- Aeroportul Internațional Chopin (Varșovia, Polonia), hubul companiei LOT.[1]

### Hub-uri pentru marfă

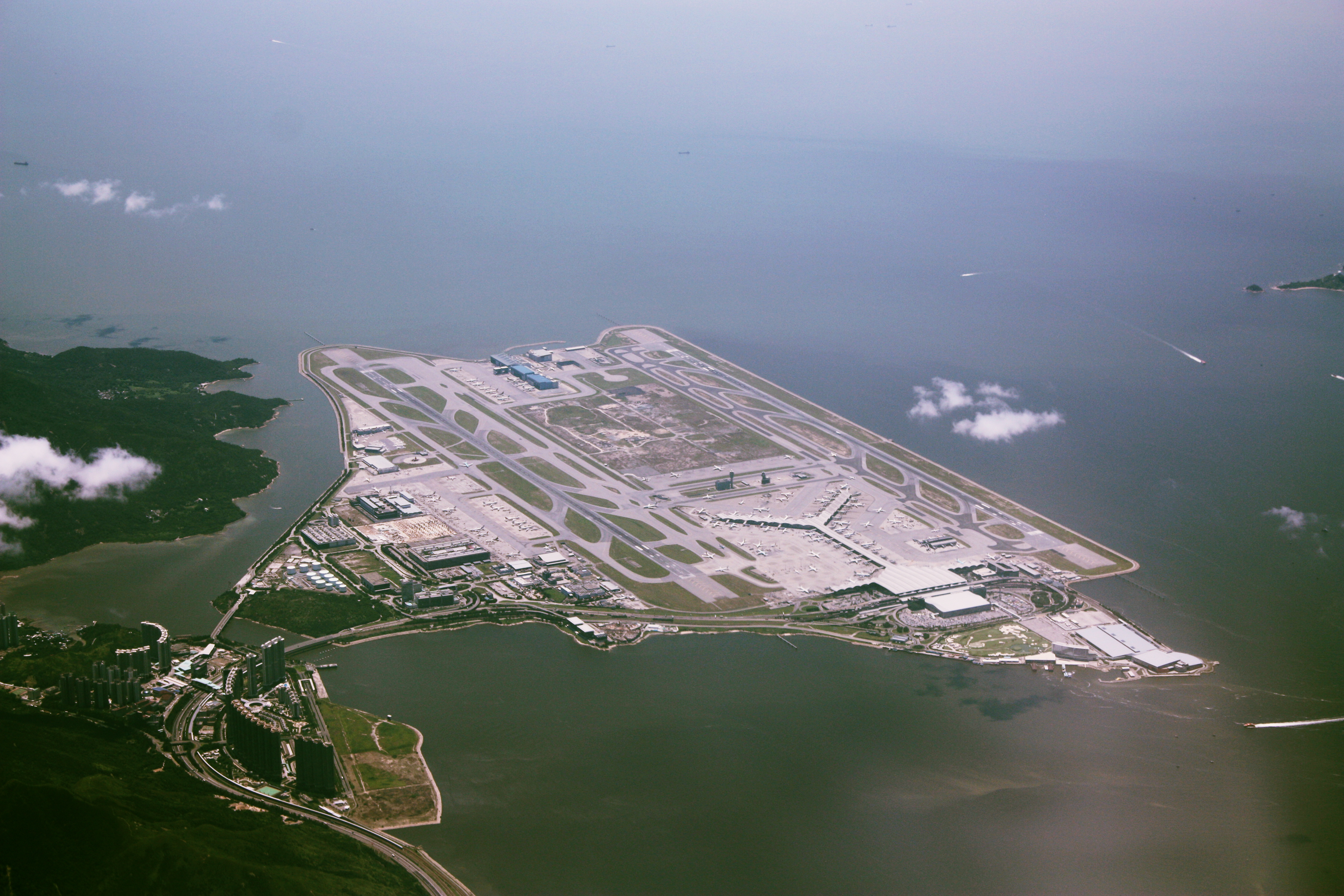
Aeroportul Internațional Hong Kong din aer

Pe lângă transportul de pasageri, există hub-uri specializate pentru transportul de mărfuri (engleză: cargo). Aceste aeroporturi au o infrastructură specializată pentru manipularea și transferul rapid, încărcare, descărcare și depozitare a bunurilor. Exemple de aeroporturi:
- Aeroportul Internațional Memphis (SUA) - principalul hub al FedEx
- Aeroportul Internațional Hong Kong (China) - unul dintre cele mai mari hub-uri de cargo din lume.